# Machine Gun Kelly
Machine Gun Kelly (numele de scenă al lui Richard Colson Baker, n. 22 aprilie 1990, Houston, Texas, SUA), abreviat MGK, este un rapper, cântăreț, textier și actor american.

## Biografie

### Viața timpurie
MGK s-a născut în Houston, Texas. Părinții lui erau misionari, așa că el a trăit în mai multe locuri, printre care Germania și Egipt, iar după aceea a trăit prin mai multe orașe americane, precum: Chicago, Denver și Cleveland.
La un moment dat, fiind în Denver, CO tatăl lui a plecat în Kuweit lăsându-l pe tânărul Machine Gun Kelly singur împreună cu mătușa sa. Mama lui s-a despărțit de tatăl acestuia când MGK avea 9 ani din cauza că ea se întâlnea cu un profesor din colegiu cu care avea o relație de ceva timp.
Tatăl lui era foarte strict și se supăra și din simplul motiv că el ținea stiloul în partea greșită. Cei doi se certau de foarte multe ori și se ajungea chiar și la violență. ''
El a crescut fără tată. A fost împușcat în cap chiar în fața lui'' , spune MGK despre tatăl său. Tot el mai spunea că: '' Mi-a spus când eram mic că: pot să cresc mare și să îmi iau o mașină sau pot să cresc mare și să îmi fac tatuaj. Eu spuneam că voi vrea sa îmi fac un tatuaj." În 2004, când MGK avea 14 ani, unul din joburile tatălui său i-a mutat din Colorado în Cleveland. În Cleveland, în liceul Shaker Heights, el putea fi considerat un adevarat călugăr, deoarece deși noi îl știm cu un păr de mărime medie în zilele noastre, atunci părul lui îi ajungea până la umeri.
El a fost un copil antisocial, care încerca să facă rap într-o școală predominant de copii de culoare neagră, și așa a devenit o țintă ușoară pentru bătăi, furturi și orice altceva, iar colegii lui dădeau vina pe el.
'' Îmi aduc aminte că într-o zi, în clasa de matematică, acest băiat mi-a dat peste lucrurile mele, care au căzut jos '' zice Kelly.
În timpul școlii, el s-a concentrat mai mult pe muzică, și a cântat la barurile Grog și Peabody, în speranța că cineva îi va cumpăra un bilet.
La școală, el se chinuia la toate materiile, dar doar la fizică se pricepea. În timp ce era în clasa a 10-a, profesorul lui de fizică i-a confiscat iPod-ul. MGK l-a urmărit pe profesor pentru a-l recupera.
"Mă dedicam doar orelor lui, deoarece el a fost singurul profesor care mă înțelegea, indiferent dacă la acel moment aveam tatuaje sau chiar dacă stilul meu de viață era diferit" spune MGK despre profesorul său de fizică.
"A fost ca un tată pentru mine când am fost la liceu".
În primăvara acelui an, MGK câștigase o diplomă, ceea ce a fost foarte bine pentru el, deoarece el și tatăl său nu credeau că va trece liceul. "Dacă ați vedea poza mea din liceu, ați vedea cât de fericit eram".
Dar până la decernare, el și cu tatăl său au intrat într-o altercație. Tatăl său fiind beat, a încercat să îl sufoce. MGK nu avea unde să plece, așa că a ajuns pe străzi.

### Plecarea de acasă
După o săptămână pe cont propriu, el a plecat spre Brandon "Slim" Allen, un producător pe care l-a întâlnit cu câteva săptămâni înainte, care locuia într-o casă la intersecția dintre străzile East 120th și Union.
La puțin timp după aceea, MGK și-a găsit un loc de muncă făcând buritos la magazinul Chipotle. În același timp, el și-a găsit și un apartament în partea de est a orașului Cleveland, Ohio.
În tot acest timp, cei doi și-au dat seama că nu mai au bani și mâncare, singura sursă de hrană fiind cele 20 de aripioare de pui pe care Allen le aducea de la magazinul Speedy în fiecare seară la 00:30.
De acolo, lucrurile au început să o ia razna. El și Allen au fost evacuați și iubita lui MGK era însărcinată. Panicat și disperat, el și-a încercat norocul în a vinde iarba în East Cleveland dar a lăsat-o baltă după ce a fost jefuit o lună mai târziu. 
Prima dată când MGK a fost căutat de cineva pentru o colaborare a fost în 2008, când stătea pe un scaun și a întâlnit-o pe Ashleigh VeVerka.

## Discografie
Albume de studio
- Lace Up (2012)
- General Admission (2015)
- Bloom (2017)
- Binge (EP) (2018)
- Hotel Diablo (2019)
- Tickets to My Downfall (2020)